# Comportement prosocial

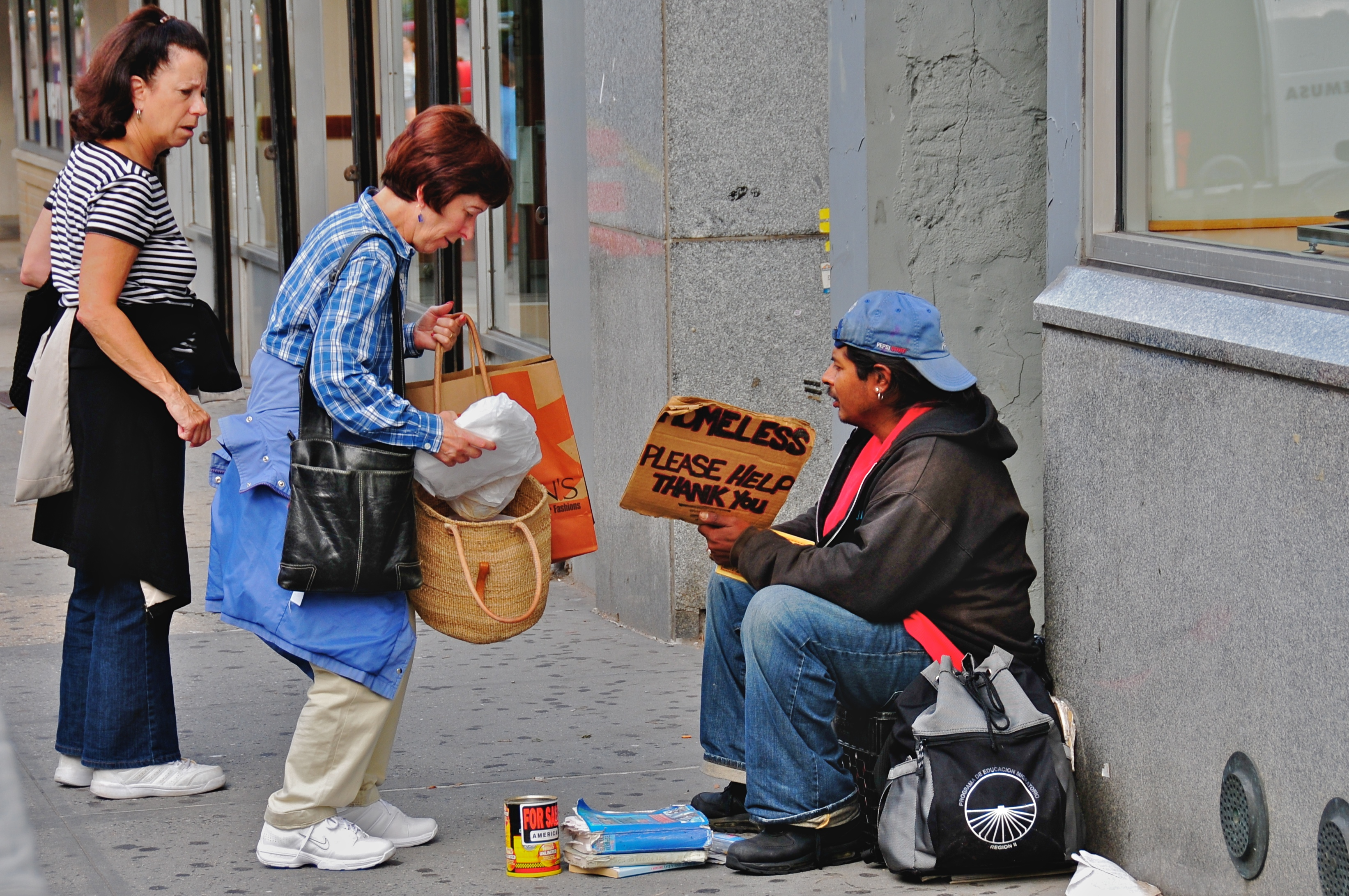
L'aide à un sans-abri, un comportement prosocial.

Le comportement prosocial humain désigne les comportements de souci de l'autre, et notamment d'aide, dirigés vers des personnes inconnues ou en difficulté.
C'est une intention volontaire pratiquée sans attente de contrepartie. Il vise à aider, soutenir, réconforter, c'est-à-dire d'apporter un avantage, améliorer le bien-être physique, social ou psychologique de l'autre. Il s'agit souvent d'une réponse positive à la souffrance émotionnelle d'autrui, qui passe par l'empathie, puis le don, le partage et la coopération.
L'étude de ce comportement remonte à la philosophie antique. Comprendre les comportements prosociaux demande de répondre à trois questions sur l'altruisme : « Quand, comment et pourquoi aide-t-on les autres ? ». De nombreux facteurs sont en cause ; contextuels, individuels, socio-culturels, psychosociaux, cognitifs, biologiques ou motivationnels. La recherche tente de déterminer si un comportement d'aide vise un objectif altruiste ou égoïste.

## Origine ducomportement prosocial
Le terme comportement prosocial est l'antonyme du comportement antisocial,.
De nombreux chercheurs se sont posé la question du caractère inné (instinct fondamental d'aider inscrit dans les gènes) et/ou acquis (appris dès le plus jeune âge) des comportements prosociaux. Ils se sont d'abord intéressé aux comportements prosociaux qui apparaissent durant l'enfance et l'adolescence. Ils se penchent aussi et de plus en plus sur les facteurs influençant les comportements prosociaux chez l'adulte.

### Inscription dans le contexte psychologique
Des philosophes comme Aristote, Hobbes, Nietzsche ou des psychanalystes comme Sigmund Freud s'interrogent déjà sur la nature de l'homme et ses comportements. Ils se demandent pourquoi les gens se comportent prosocialement. Cette formulation provient du fait qu'ils voient l'humain comme l'incarnation même de l'égoïsme.
Les chercheurs s'interrogent aujourd'hui sur le choix de cette formulation. Depuis l'époque d'Aristote, on ne s'est pas posé la question de savoir pourquoi les gens ne se comportent pas toujours de manière prosociale. L'hypothèse d'une motivation égoïste ne suffisant pas, les comportements prosociaux pourraient résulter d'une motivation altruiste.
L'histoire fournit de nombreux exemples pouvant conforter l'hypothèse altruiste.
Ainsi, au péril de sa vie, Miep Gies cache Anne Frank sous le régime des nazis ; Mère Teresa a consacré sa vie à aider les plus démunis, de nombreux hommes et femmes ont porté secours aux victimes du World Trade Center mettant leur vie en danger.
En 1908, McDougall est le premier à s'intéresser aux comportements prosociaux d'un point de vue psychologique. Pour lui, ces comportements résultent d’« émotions douces » (tender emotions) créées par l'instinct parental.
En 1951, Lewin  se détourne de la théorie aristotélicienne (variance-accounted-for approach) et privilégie la relativité galiléenne, c'est-à-dire qu'il identifie des relations universelles et génotypiques par des expériences en laboratoire. Ainsi, différentes variables sont mises en évidence, telles que l'« apprentissage social » - qui consiste à prendre en considération la récompense relative aux coûts - la réduction de tensions, les normes et les rôles, etc.
Ces variables présentent des sous-facteurs tels que le sexe et la responsabilité.
Dans les années 1960, l'événement marquant du meurtre de Katherine Kitty Genovese (lors duquel il y a eu absence de réaction des témoins) attire l'attention de scientifiques qui s'interrogent alors sur le quand ; quand adopte-t-on (ou inhibe-t-on) un comportement prosocial, par exemple en situation d'urgence ou bien dans un contexte anticipé : le don d'organe par exemple, ou encore dans le fait de contrarier quelqu'un qui s'apprête à conduire en état d'ébriété.
Dans les années 1970, & al.[Qui ?] s'intéressent aussi aux types d'aide apportés à une personne en détresse par des étudiants en théologie, selon le contexte.
Dans les années 1980, des études motivationnelles, le pourquoi des comportements prosociaux, suivent. Deux motivations sont à l'origine de ce questionnement. La première consiste à vouloir encourager les comportements prosociaux ; la seconde vise à alimenter le débat entre causalité égoïste et causalité altruiste.
Selon l'analyse des coûts et des bénéfices, trois mécanismes motivant les comportements prosociaux sont identifiés :
- l'apprentissage ; l'enfant apprend comment se comporter par conditionnement, par le biais de l'apprentissage social et des croyances ;
- l'intégration des normes sociales et personnelles (telles que la responsabilité sociale ou encore la réciprocité) ;
- le sentiment de détresse personnelle et l'affect ressenti face à une situation sollicitant l'adoption d'un comportement prosocial.

En 1985, Krebs et Miller, créent une classification en facteurs distaux (biologiques et culturels) et facteurs plus proximaux. Les facteurs distaux sont combinés avec des caractéristiques dispositionnelles - donc propres à la personne - et les facteurs très proximaux incluent, en sus, des facteurs situationnels. L'ensemble de ces facteurs produit alors les réactions cognitives et émotionnelles de l'individu.
En 1991, Nancy Eisenberg étudie les facteurs développementaux, c'est-à-dire le développement des comportements prosociaux chez l'enfant et l'adolescent.
Depuis, beaucoup de recherches portent sur les processus biologiques, motivationnels, cognitifs et sociaux. Une revue globale des travaux en la matière est réalisée en 1995 par Schroeder et leur traduction neurologiques (cf circuit de la récompense dans le cerveau, et activation de circuits-miroir lors de réactions d'empathie). Depuis 2005, des chercheurs se centrent aussi sur les mécanismes inconscients des comportements prosociaux, tel que la cognition implicite et les influences intergroupes ou les liens ambigus et parfois paradoxaux entre religiosité et altruisme,, montrant par exemple que les enfants élevés dans des foyers non-religieux se montrent paradoxalement plus altruistes que ceux élevés dans un environnement familial religieux .

## Quand aide-t-on?

### Facteurs contextuels

#### Au niveau relationnel

##### Relation sociale ou relation d'échange
Une grande partie de ce courant de recherche est centrée sur les comportements prosociaux envers les inconnus.
Daniel Batson a différencié deux formes de relation que l'on pouvait avoir avec ses proches et son entourage au quotidien.
Il distingue la « relation socialement motivée » dont l'intérêt est le bien-être d'autrui et la relation d'échange. Cette dernière recherche plutôt l'équilibre des comportements de l'un envers l'autre.
Batson avance qu'il y aurait dans ces cas deux types différents de récompense à la base de comportements d'aide.
Ainsi, dans la relation d'échange, l'individu manifeste l'attente d'une récompense rapide. Par exemple, le fait d'inviter un ami à sa fête d'anniversaire, fait naître l'attente que cet ami fasse de même pour sa propre fête d'anniversaire.
Au contraire, dans la relation socialement motivée, il est moins important de gagner des avantages en étant prosocial ; ainsi l'individu fait moins attention à qui reçoit quoi.
Il y a plus de comportements prosociaux dans une relation socialement motivée que dans une relation d'échange.
Toutefois, dans la plupart des cas, l'être humain est plus serviables envers ses proches et ses amis qu'envers des inconnus, quel que soit le type de relation.
Il existe une exception à ce constat. Dans le cas où le fait d'aider l'autre concerne l'estime de soi, nous sommes plus prosociaux envers un inconnu qu'envers un proche.
L'exemple d'Abraham Tesser illustre cette exception : nous allons plutôt aider un inconnu pour une préparation à un examen qu'un ami proche. La raison est que notre estime de soi serait plus affectée si notre ami atteignait de meilleurs résultats à l'examen que nous après l'avoir soutenu dans la préparation. Nous prenons donc plutôt ce risque avec un inconnu,.

#### Au niveau situationnel
La situation dans laquelle se déroule un événement (le contexte) est un facteur indépendant des caractéristiques d'un individu. Elle influence le comportement (qui aurait été différent pour une même personne dans une autre situation). par exemple un individu pressé peut être moins enclin à aider un inconnu en difficulté dans la rue.

##### Les comportements prosociaux selon le degré d'urbanisation
Des comparaisons sont entreprises pour tester l'impact de l'environnement et du contexte urbain.
Dans une expérience d'Amato, 50 % des citoyens des petites villes et seulement 15 % de ceux des grandes villes viennent en aide à un homme qui tombe dans la rue et se blesse à la jambe, déjà bandée. On constate que cet effet est stable dans plusieurs pays, tels que les États-Unis, le Canada, Israël, l'Australie, la Turquie, le Royaume-Uni et le Soudan,.
L'une des hypothèses explicatives est que les normes altruistes sont plus intégrées dans des petites villes que dans les grandes. Toutefois, les individus provenant de petites villes devraient alors réagir de la même manière dans des grandes villes, ce qui n'est pas le cas. En effet les citoyens de grandes villes deviennent plus altruistes quand is se trouvent dans une ville plus petite. Ce constat rejoint l'hypothèse de l’Urban-Overload, selon laquelle les gens dans les grandes villes sont tellement sollicités par des stimuli environnementaux qu'ils se renferment sur eux-mêmes pour se protéger. Cette hypothèse est partagée par de nombreux chercheurs dans le domaine. Des résultats similaires sont exposés par Levine, Martinez, Brase et Sorensen, lesquels trouvent une corrélation entre une augmentation de la densité (et non du nombre) de la population et une baisse des comportements prosociaux.
Le contexte situationnel est déterminant pour l'apparition de comportements prosociaux, outre la personnalité et l’éducation des individus.
De plus, moins il y a de mobilité, plus on repère de comportements prosociaux,. Une raison plausible est qu'habiter longtemps à un endroit où l'on connait les autres serait facteur d'engagement social plus fort ; or la mobilité est souvent plus intense en ville que dans un village.

##### L'effet du témoin
Aussi nommé « syndrome de Kitty Genovese », c'est le cas où, en situation d'urgence, la probabilité que quelqu'un aide une victime diminue avec l'augmentation du public. C'est-à-dire que plus il y a de personnes se rendant compte d'une urgence, moins elles se sentent concernées. « L'effet du témoin » serait en plus fréquent dans les grandes villes, car on est entouré de nombreux stimuli.
En 1970, Bibb Latané et John Darley construisent un modèle en cinq étapes pour illustrer la décision d'intervenir, ou non, dans une situation urgente. Si une seule de ces étapes n'est pas parcourue, la personne ne va pas fournir d'aide.
Si on se retrouve dans une situation d'urgence, il est important de désigner une seule personne dans la foule et de s'adresser directement à elle.
Ceci vaut aussi pour des situations moins urgentes telles que dans un forum sur internet où le temps de réponse à une question est plus long si on s'adresse au groupe que si on pose la question à une personne spécifique.
Cela évoque une diffusion/dilution de responsabilité y compris dans l'exemple ci-dessus dans le monde virtuel.
Le simple fait de se représenter avec un ou plusieurs amis suffit pour influencer l'apparition d'un comportement prosocial.

## Pourquoi certains aident-ils plus que d'autres?

### Facteurs individuels

#### La personnalité

##### La personnalité altruiste
La « personnalité altruiste » est celle qui serait plus volontiers enclin à la compassion et à l'empathie, et qui se comporte volontiers de manière que ses actions profitent aux autres et au bien commun, sans attendre de gains potentiels en retour. Certains, postulent l'existence de différences individuelles quant aux traits de la personnalité altruiste.
Plusieurs études sur le lien entre personnalité altruiste et comportements prosociaux donnent des résultats complexes. En 1929, Hartshorne et May trouvent des variations considérables de corrélation entre personnalité et comportement prosocial, selon la situation et le contexte (influence des normes, du jeu social, de préoccupations de réputation, de déductions fiscales associées à certaines actions de philanthropie , etc.). Daniel Batson (en) constate que les enfants et les adultes ayant un score élevé au niveau des traits altruistes, n'aident pas plus que ceux qui obtiennent un score faible ou inférieur. Chez le jeune enfant, quand elle est associée à l'empathie, la créativité semble être un prédicteur de comportement prosocial.

##### Le tempérament
Le tempérament, défini de façon générale, est la base biologique de la personnalité.
Plusieurs chercheurs étudient les différences de tempérament et de personnalité ainsi que leurs relations avec le développement du comportement prosocial et moral.
Eisenberg et Fabes proposent, en 1992, un modèle de développement des comportements prosociaux et moraux. Ce modèle identifie des « dimensions de tempérament » qui renvoient à ces comportements. Ils suggèrent que les comportements prosociaux et moraux sont liés aux processus d'auto-régulation et aux processus d'éveil physiologique de l'homme.
D'autres trouvent, plus tard, des relations significatives entre le tempérament coléreux et les comportements prosociaux et antisociaux. Ces recherches constituent des preuves préliminaires à l'influence de la personnalité et du tempérament sur les comportements moraux et prosociaux. Cependant les données en faveur du lien entre tempérament et comportement prosocial restent limitées.
Il y a également peu de preuves de l'importance de la personnalité.

#### Le genre
Dès le plus jeune âge, nous apprenons différentes normes comportementales selon notre sexe. Dans les pays occidentaux, les hommes montrent davantage de comportements prosociaux dans les situations interprétées comme « héroïques » tandis que les femmes s'impliquent dans les situations de soins ou d'aide à la personne.
Ces normes peuvent changer d'une culture à l'autre (voir plus bas les facteurs culturels). Toutefois, une étude dans sept pays montre que les femmes entreprennent significativement plus d'activités volontaires dans leur collectivité locale que les hommes, quel que soit le pays concerné.
Pendant l'enfance et l'adolescence, les filles adoptent plus de comportements prosociaux que les garçons. Généralement, cette différence augmente avec l'âge et de manière encore plus significative encore entre la fin de l'enfance et le début de l'adolescence,.
Les différences de genre dans le développement des comportements prosociaux s'expliquent par les multiples changements physiques et hormonaux de l'adolescence. Du fait de la maturation du corps et de l'envie croissante de faire des rencontres, les adolescents entrent dans des rôles sexués, adoptent des comportements en lien avec le genre auquel ils appartiennent.
L'intensification du genre durant la préadolescence conduit les jeunes à adopter des comportements plus traditionnels selon Hill et Lynch. Ainsi la puberté peut provoquer une adhésion accrue des jeunes filles et jeunes garçons aux normes de genre et expliquer, en partie, les différences de genre dans le développement des comportements prosociaux.

#### La religion
« La charité religieuse » est présente dans les trois religions monothéistes (Judaïsme, Islam et Christianisme) mais aussi dans le Bouddhisme, le Shintoïsme et dans bien d'autres doctrines y compris laïques. On entend par là le devoir d’aider son prochain, le devoir d'aumône aux pauvres par exemple. La plupart des religions promeuvent des symboles de charité et d'altruisme.
On peut alors supposer un lien entre la foi religieuse et les comportements prosociaux.
Les standards moraux de la religion assurent le renforcement des comportements prosociaux. Ainsi, la promesse du paradis constitue-t-elle une récompense et l'enfer une punition. L'homme serait alors puni s'il ne porte pas soutien financier ou moral à autrui ou s'il ne se comporte pas de façon désintéressée envers son prochain. Cela implique une influence, certes restreinte mais existante, de la foi religieuse sur les comportements prosociaux.
Les croyants se perçoivent eux-mêmes prosociaux et serviables. Cependant ce résultat peut être interprété de manière inversée ; en étant prosociales, les personnes visent leur propre bien-être. Ce but est atteint par l'autoperception positive résultant des comportements prosociaux adoptés.
L'influence de la foi religieuse sur les comportements prosociaux est stable selon les cultures et la religion quels que soient la personnalité et le sexe de la personne.
Une hypothèse postule que les croyants sont plus hypocrites qu'altruistes au motif que la « prosocialité » provient plutôt d'une relation d'attachement procurée par la foi religieuse. Cet attachement rassurant conduit l'individu à être plus ouvert envers les autres et leurs besoins ainsi qu'à être prêt à aider.
Quel que soit le motif du comportement prosocial d'un individu croyant, on constate un impact positif de la religion.
Il existe une controverse concernant l'idée que les individus qui donnent une très grande importance à la religion voire qui sont proches d'un fondamentalisme religieux, ne montrent pas plus de comportements prosociaux que les non-croyants envers les inconnus perçus comme étrangers au groupe. Ils sont même, dans certains cas, plus discriminatifs à leur égard,,.

#### L'âge et le développement des comportements prosociaux
Selon les apports théoriques d'Eisenberg en 1986, Kolberg en 1976 et de Jean Piaget en 1932 et 1965,, les comportements prosociaux augmentent avec l'âge.
D'après plusieurs chercheurs, il y a une augmentation générale des comportements prosociaux durant l'adolescence par rapport aux périodes de plus jeune âge.
En 1996 puis en 1998, Eisenberg et Fabes étudient le lien entre l'âge et les changements dans le développement des comportements prosociaux. Ils observent ce lien en classant les participants dans des catégories d'âge particulier, des nourrissons aux adolescents.
Ils nuancent ensuite ces résultats en montrant que l'ampleur des différences d'âge dans les comportements prosociaux varie en fonction de la caractéristique observée dans l'étude. Les différences entre les catégories d'âge sont plus fortes lorsque l'indice d'un comportement prosocial porte sur le don ou le partage que lorsqu'il porte sur le réconfort ou sur le fait de fournir une aide matérielle.
Aussi, d'après Eisenberg et Fabes, ces résultats sont à interpréter avec prudence du fait de la complexité du lien entre âge et comportement prosocial.
Hoffman, note que la transition de l'enfance à l'adolescence peut être très importante dans le développement de l'empathie et de la sympathie (voir plus bas « processus cognitif ») et peut aider à expliquer des comportements prosociaux relativement complexes à l'adolescence et à l'âge adulte.
Selon lui, ce sont des changements importants dans les comportements prosociaux et moraux qui s'opèrent durant cette période de transition.
De plus, il montre que la fin de l'enfance et le début de l'adolescence coïncident avec le développement de la prise de conscience de soi et de son corps.
Hart et Chmiel en 1992 vont plus loin et postulent que les mécanismes de défense au début de l'adolescence prédisent le développement moral à l'âge adulte.
D’autres soulignent que l'adolescence est une période de transition et de changements multiples associés à la puberté et que ces changements surviennent sur une courte période dans un contexte où les challenges, les défis et les demandes augmentent.
Il existe un stéréotype qui décrit l’adolescence comme une période de tempêtes et de stress, pendant laquelle augmentent les conflits, le négativisme, la résistance et la défiance vis-à-vis des valeurs sociales et traditionnelles,.
Pour Udry et Billy, la puberté correspond à l’apparition de l’activité sexuelle. Les changements hormonaux chez les adolescents, plus spécifiquement chez les garçons, augmentent la libido, l’excitation sexuelle et l’intérêt pour le sexe. Ils émettent alors l’hypothèse que cet intérêt pour les relations sexuelles et les relations romantiques peuvent favoriser l’apparition de comportements prosociaux en créant des relations et en renforçant les comportements qui favorisent l’intimité.
De plus, les sentiments d’amour et l’attrait sexuel peuvent permettent d’autres émotions ; ainsi les expériences acquises peuvent augmenter la capacité d’empathie et de sympathie, deux corrélats importants dans le comportement prosocial.
Une autre hypothèse est de dire qu’à l’adolescence l’enfant acquiert un corps, une force et une taille d’adulte qui lui permettent d’être apte à aider autrui. Dans ce contexte, les adultes perçoivent les adolescents comme physiquement compétents et les pousse à faire plus appel à leurs services qu’auparavant, lorsqu’ils étaient enfants.
Cependant, pour d’autres chercheurs,, les changements à la puberté peuvent également créer des conditions défavorables à l’adoption de comportements prosociaux.
Le développement du corps, particulièrement lorsqu’il est précoce ou tardif, peut être associé à une augmentation de l’impulsivité, de l’anxiété, de la conscience de soi et de la gêne.
Dans le même sens, Connally et ses collaborateurs montrent qu’il existe un lien entre les changements hormonaux associés à la puberté et une agressivité accrue, une irritabilité en hausse et des sautes d’humeur.
Tous ces changements peuvent inhiber les tendances au comportement prosocial de l’adolescent ; cependant, les preuves apportées en faveur de cette théorie sont inconsistantes.
Globalement, plusieurs critiques s'adressent aux recherches qui étudient les comportements prosociaux durant l'enfance et l’adolescence :
- certains auteurs[40] invitent à approfondir les recherches en étudiant les différences entre jeunes adolescents et adolescents matures pour comparer les comportements prosociaux durant cette période de changements multiples (physiologiques, hormonaux, relationnels…) ;
- même si Tangney et ses collaborateurs[67] apportent des preuves du lien entre honte et culpabilité et les réponses prosociales et antisociales, le lien entre les sentiments de honte et de culpabilité et les comportements prosociaux au début de l'adolescence sont peu étudiés ;
- dans la littérature, les relations entre l’adolescence et l’agressivité, l’hostilité, la résistance et les comportements antisociaux sont beaucoup plus étudiées comparativement aux relations entre adolescence et comportements prosociaux ou raisonnement moral (cf. ci-dessous Le raisonnement moral)[40].

De manière générale, les adolescents sont plus prosociaux que les enfants plus jeunes et cela s'observe à la préadolescence.
Enfin, l'implication des facteurs individuels dans l'étude du développement des comportements prosociaux est démontrée même si son importance est plus faible que celle des facteurs sociaux, collectifs et contextuels.

### Facteurs culturels

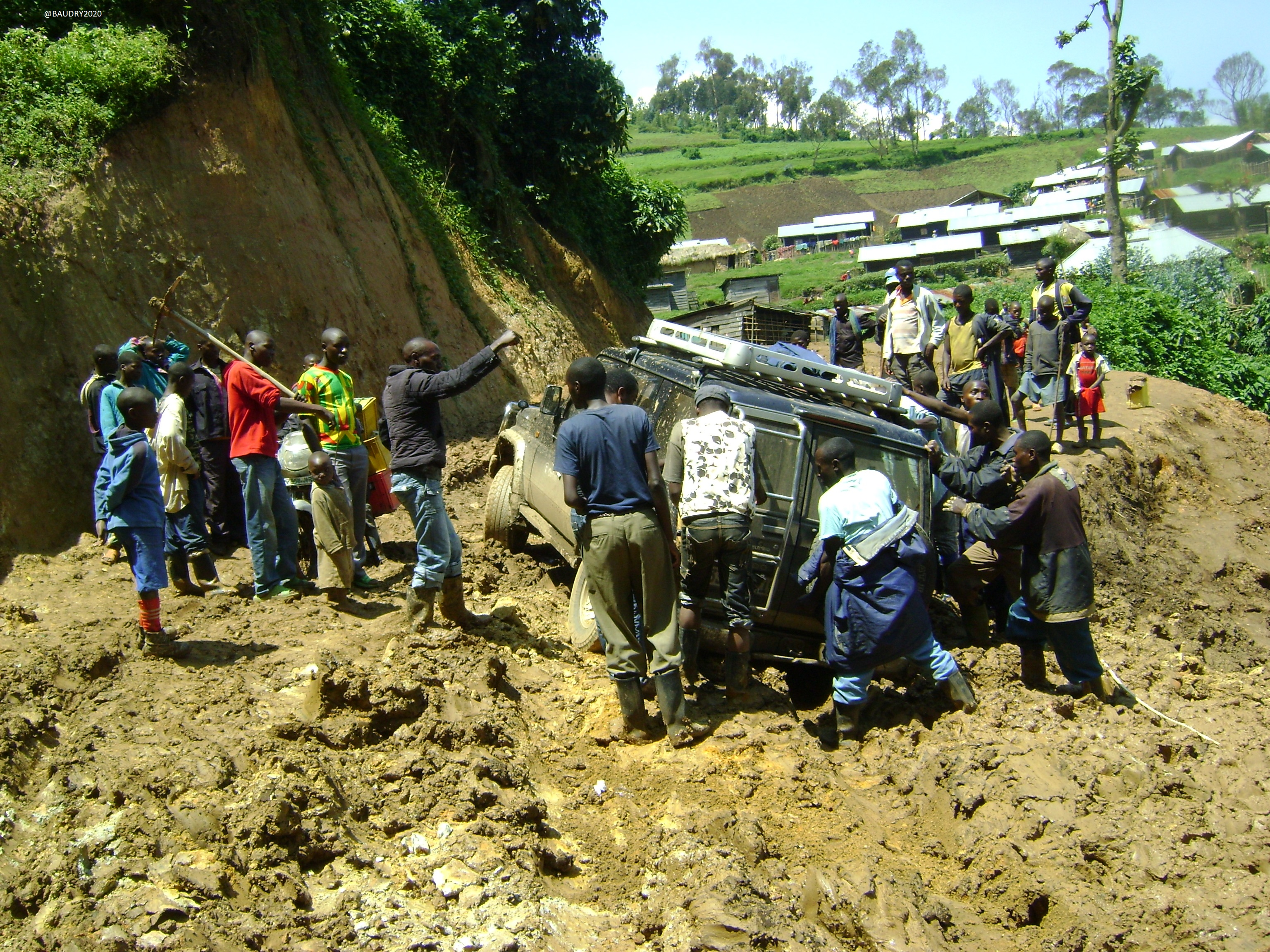
Implication collective pour dégager un véhicule embourbé (République démocratique du Congo).

Dans toute culture les individus sont plus prosociaux envers les membres du propre groupe d'appartenance (ingroup) qu'envers les membres d'autres groupes. Cette distinction résulte de l'identité sociale de chacun.
La culture peut être définie comme la combinaison de valeurs, de croyances, d’attitudes et de comportements que partage un groupe de personnes, transmise d’une génération à l’autre.
Elle joue un rôle dans le développement social des enfants. Aussi, de manière générale, la forme que prennent les comportements peut parfois paraître identique dans toutes les cultures. Cependant, les coutumes et les croyances variant selon les cultures, le même comportement peut être interprété différemment d’une culture à l’autre. Un comportement perçu comme étant adaptatif sera vraisemblablement encouragé par l’entourage (les parents et les pairs). En revanche, un comportement jugé inadapté sera découragé. Les facteurs culturels dans l’adoption de comportements prosociaux sont très importants car la culture peut déterminer et définir les moyens employés pour encourager ou décourager un comportement donné.
Dans la littérature, les chercheurs s’intéressent essentiellement à deux types de cultures : les cultures indépendantes, dites aussi individualistes ou occidentales, et les cultures interdépendantes dites aussi collectivistes, ou les cultures du Sud et de l’Orient (Amérique centrale, Amérique du Sud, Chine par exemple).

#### Individualisme et collectivisme
Contrairement aux cultures individualistes, les cultures collectivistes se définissent surtout par leur communauté et leurs relations sociales et interpersonnelles. C'est-à-dire qu'il y a un fort attachement au groupe d'appartenance. Ce lien fort entre membres d'une communauté caractérise ces cultures dites aussi interdépendantes.
Ainsi, dans ces cultures, la différence entre ingroup et outgroup est d'autant plus marquée que le bien-être des membres de l'endogroupe est important.
Les cultures individualistes occidentales sont souvent décrites comme étant celles où les membres apprécient l’affirmation de soi, l’expressivité et la compétitivité alors que les cultures orientales et du Sud valorisent plutôt l’harmonie collective et la coopération. Néanmoins, la plupart des pays présentent un subtil amalgame de ces deux aspects. Certains sont relativement plus individualistes, d’autres relativement plus collectivistes. Aussi, les cultures du Sud ou les différences entre cultures du Sud et du Nord sont peu connues comparativement aux cultures occidentales et individualistes. Les quelques comparaisons entre les cultures occidentales et orientales sont donc précieuses.
Dans les cultures occidentales qui valorisent l’indépendance et l’affirmation de soi, un comportement socialement inhibé et réticent passe pour de la timidité, de l’appréhension et de l’incompétence sociale. En Asie de l'Est où les cultures sont traditionnellement dominées par les philosophies confucéenne et taoïste, un comportement social circonspect et inhibé est synonyme de conformité, d’obéissance, de bonnes manières et donc de maturité sociale et d’accomplissement.
En règle générale, les comportements prosociaux augmentent au cours de l’enfance, bien que leur développement et leur prévalence varient selon les cultures.
Les chercheurs estiment que le comportement prosocial observé chez les pairs et dans les interactions parents-enfant est plus répandu chez les jeunes enfants de l'Asie de l'Est que chez les enfants occidentaux. Selon eux, cette différence résulte des idéologies collectivistes qui prédominent dans les cultures d’Asie de l’Est. Les chercheurs ont observé que les mères chinoises d’enfants d’âge préscolaire sont plus nombreuses que les mères européennes et américaines à penser que leurs enfants devraient partager et aider d’autres enfants par convention sociale (par exemple pour s’intégrer au groupe et pour bien fonctionner au sein de la société chinoise,).

#### Coopération et compétition
Alors que la compétition peut détruire l’harmonie du groupe, la coopération est nécessaire au maintien des relations.
Les enfants issus de communautés interdépendantes sont plus coopératifs et moins compétitifs que ceux provenant de cultures occidentalisées. La compétition et la coopération coexistent toutefois quelle que soit la culture. Aussi, dans les pays d’Asie de l’Est, les enfants sont plus coopératifs avec leurs amis et les membres de la famille. En revanche, ils sont plus compétitifs dans des cadres scolaires.
On constate également des différences générationnelles au sein des cultures. Les Mexico-Américains de troisième génération par exemple, sont plus compétitifs que leurs homologues de la deuxième génération.
Des méta analyses révèlent que les cultures caractérisées par des valeurs collectivistes et confucéennes présentent en général des niveaux d’agression moins élevés envers les pairs que les cultures occidentales, indépendamment de leur type.
Les enfants acceptés par le groupe sont généralement aptes à nouer et à conserver des relations positives et sont considérés par leurs pairs et leurs enseignants comme étant coopératifs, sociables et sensibles. Ces observations se retrouvent dans toutes les cultures. Les enfants sociables ont tendance à être acceptés quelle que soit la culture. Cependant, les chercheurs constatent que les enfants d’âge préscolaire immatures, socialement incompétents et agressifs sont rejetés par leurs pairs dans toutes les cultures,,,.
Ainsi, les corrélations entre l’acceptation et le rejet par les pairs semblent être les mêmes dans toutes les cultures. L’agressivité et le retrait social sont associés au rejet par les pairs, alors que le comportement prosocial est plutôt lié à l’acceptation par le groupe.

#### Simpatía, un trait culturel des pays hispanophones
La simpatía est un facteur fondamental pour les comportements prosociaux qui a une grande importance dans les pays hispanophones. Il inclut un sens social et émotionnel et se définit par des termes tels qu’amabilité, courtoisie, bonté, gentillesse, et serviabilité,.
Une étude menée dans de grandes villes de vingt-trois pays montre qu'avec une moyenne de 86 % de comportements prosociaux, les cultures simpatías - ici, le Brésil, le Costa Rica, le Mexique, l'Espagne et le Salvador - sont significativement plus serviables que les autres cultures qui atteignent une moyenne de 66 %. Ces résultats ne peuvent cependant être interprétés que comme une tendance, car d'autres différences culturelles ont pu les influencer.

## Pourquoi aide-t-on?

### Facteurs cognitifs
De nombreuses recherches montrent la relation entre les processus cognitifs, notamment les mécanismes d'attribution, la compétence perçue, les aptitudes à des tâches cognitives spécifiques… et les comportements prosociaux et moraux.
Ces travaux découlent des théories de la cognition sociale et du traitement des informations qui considère le développement cognitif comme progressif et linéaire dans sa nature. D'autres travaux essaient de faire des prédictions sur les comportements prosociaux mais la majeure partie des études concernent de jeunes enfants et mettent l'accent sur les comportements agressifs.

#### Le raisonnement moral
Le raisonnement moral est une capacité ou une tendance à réfléchir et à prendre des décisions dans des situations où il peut y avoir des conflits de valeurs, de normes, de lois ou de règles, des besoins ou des désirs.
Selon certains,, les stades du raisonnement moral ainsi que les modes du raisonnement moral sont liés de façon significative aux comportements prosociaux. Le raisonnement moral est alors associé aux comportements prosociaux et pourrait constituer un facteur cognitif de ces manifestations.

#### Les états émotionnels

##### L'hypothèse empathie-altruisme de Batson
Daniel Batson est le défenseur de l'idée que le comportement prosocial altruiste existe, même si parfois on aide pour des raisons égoïstes. L'aide serait donc altruiste dans une situation dont les coûts seraient plus élevés que les bénéfices. C'est là qu'entre en jeu le sentiment d'empathie en tant que déclencheur du comportement prosocial altruiste.
Un exemple qui illustre l'hypothèse « empathie - altruisme » est la situation d'un père portant son enfant en plus de diverses courses au supermarché. Il souhaite prendre une boite de cornflakes en plus, mais étant surchargé, l'un de ses sacs tombe par terre et le contenu s'étale sur le sol.
Pour savoir si on vient en aide de manière altruiste, Batson postule qu'il est important de savoir si on éprouve de l'empathie à ce moment-ci. Si c'est le cas, on va aider le père même si on n'a rien à gagner. Le but est de diminuer la détresse de l'autre.
S'il n'y a pas d'empathie, il est donc question d'échange social.

##### Empathie - sympathie
Eisenberg et Hoffman, entre autres, étudient l'empathie et la sympathie ainsi que d'autres réponses émotionnelles dans le but d'appréhender le rôle des émotions dans les comportements prosociaux et leur développement.
La sympathie et l'empathie sont souvent distinguées de la détresse personnelle car cette dernière est orientée vers soi,. Batson précise que la détresse personnelle est associée à une aide égoïstement motivée à l'inverse de la sympathie qui aide de façon désintéressée. La sympathie et le développement d'un comportement prosocial sont donc liés.
Plusieurs chercheurs notent que le développement de l'empathie se rapproche étroitement du développement des capacités cognitives.
Des méta-analyses de la littérature montrent des relations entre l'empathie et le comportement prosocial ainsi qu'entre la sympathie et le comportement prosocial ; en revanche, elles n'établissent pas de liens entre l'empathie et l'agressivité. L'empathie est donc un état émotionnel, un facteur cognitif lié au comportement prosocial.

##### L'humeur
Il y a trois raisons pour lesquelles les comportements prosociaux sont plus probables quand on est de bonne humeur :
- on regarde l'environnement de manière plus positive et par conséquent on porte également plus attention aux aspects positifs des personnes. C'est-à-dire qu'on va plutôt être disposé à aider une personne, alors qu'on aurait pu également juger la personne en besoin comme responsable de sa maladresse[91] ;
- aider prolonge la bonne humeur. Si on n'aide pas, sachant que cela aurait été de notre devoir, on passera à une humeur plus négative[92] ;
- la bonne humeur amène à une augmentation de l'attention qu'on porte à soi-même. À ce moment, on sera plus conscient des sentiments et valeurs qui engendrent des comportements prosociaux[93].

À ce sujet, Isen et Levin mènent en 1972 une étude dans des centres commerciaux aux États-Unis. Ils déposent des pièces dans le retour de monnaie d'une cabine téléphonique pour une partie des passants afin d'influencer leur humeur de manière positive. Ensuite ils observent à quel point les participants aide un cobaye se trouvant à un mètre de distance et qui laisse tomber une pile de dossiers.
Leurs résultats confirment l'effet de l'humeur sur les comportements prosociaux. Les personnes ayant trouvé de l'argent aident à 84 % le cobaye, ce que ne font que 4 % des personnes qui n'ont pas trouvé d'argent dans la cabine téléphonique.
Cet effet est constaté indépendamment de la situation d'aide, de la manière d'aider,, et de ce qui est source de bonne humeur.
En ce qui concerne la mauvaise humeur, elle peut aussi être source d'une augmentation de comportements prosociaux.
En effet, un sentiment de culpabilité engendre plus de comportement prosociaux, car la personne va tenter de réinstaurer un équilibre de bonnes et de mauvaises actions, pour se libérer de ses remords.
Dans certaines conditions, d'autres types de mauvaise humeur peuvent également conduire à cet effet.
Pour la tristesse, par exemple, les comportements prosociaux peuvent présenter une motivation pour se sentir mieux. Ils génèrent une récompense positive qui provoque une amélioration de l'humeur.
Cialdini et ses collaborateurs bâtissent, en 1973, l'hypothèse du Negative-state relief model (en),, qui constitue le point de départ de la théorie de l'échange social.

### Facteurs biologiques

#### La théorie de l'évolution
D'après Charles Darwin, les gènes survivent s'ils apportent un bénéfice à la survie de l'espèce. Aider serait donc génétiquement préétabli pour augmenter les chances de survie de l'espèce.
Les psychologues évolutionnistes, s'intégrant dans ce courant darwinien, postulent l'existence de trois facteurs déclencheurs de comportements prosociaux :
- la loi de la réciprocité. Il existe une attente à recevoir l'aide de ceux qui ont déjà reçu notre aide en situation de besoin. Cette loi est à la base de la coopération, comportement qui augmente les chances de survie. Cette norme coopérative, serait possiblement codifiée dans notre génome[105] ;
- l'altruisme comme norme apprise . Si on se conforme aux normes d'une société, cela augmente considérablement les chances de survie[106] ;
- la sélection de parentèle. L'individu a tendance à se comporter de façon altruiste envers les membres de sa famille, car celle-ci garantit également la transmission d'une partie de ses gènes[107].

Ce courant est fortement critiqué par Daniel Batson. D'autres auteurs s'interrogent alors sur la raison pourquoi on aiderait un étranger.

### Facteurs motivationnels

#### La théorie de l'échange social
Les défenseurs de cette théorie clament que les comportements prosociaux ne proviennent pas d'un altruisme naturel. La théorie de l'échange social, c'est l'idée que l'on aiderait seulement si les gains sont considérablement plus importants que les pertes,.

« Ce qu'on nomme libéralité n'est le plus souvent que la vanité de donner que nous aimons mieux que ce que nous donnons. »

— François de la Rochefoucauld, Maxime 263
Aussi nous disons souvent qu'il est plus facile de donner que de recevoir…
D'autres auteurs énoncent qu'il s'agit de diminuer la propre souffrance éprouvée lorsque l'on voit quelqu'un qui a besoin d'aide. Le fait de se comporter prosocialement augmenterait alors l'estime de soi,,.

#### Motivation altruiste ou égoïste
La motivation altruiste consiste à apporter de l'aide à autrui, même si cela apporte des inconvénients. Ainsi, par exemple, les événements du 11 septembre 2001 où de nombreuses personnes ont péri pour avoir voulu sauver d'autres vies.
À l'inverse, la motivation égoïste vise à tirer tôt ou tard un gain des actions menées.
Les argumentations des chercheurs diffèrent selon leur domaine de recherche.
Globalement on peut dire qu'il existe trois grands facteurs déterminant la source des comportements prosociaux :
- la réaction instinctive et donc génétique, point de vue soutenu par les psychologue évolutionnistes ;
- plus de gains et moins de coûts, d'après la théorie de l'échange social ou du don gratifiant[115] ;
- l'empathie comme source de comportements prosociaux sans recherche de gains personnels[116].